# Fontana di Trevi (film)
Fontana di Trevi è un film del 1960 diretto da Carlo Campogalliani.

## Trama
Claudio e Roberto, due ragazzotti romani che lavorano in un'agenzia turistica di fronte alla fontana di Trevi, conoscono Dolores, una ragazza spagnola. Roberto, che non si lascia scappare nessun tipo di avventura sentimentale, credendola benestante, le fa la corte. Quando i due vengono mandati a Barcellona Claudio, per compiacere l'amico, cerca in tutti i modi di facilitargli l'incontro con Dolores. A questo punto, compare Rosita, che fa colpo su Claudio.